# Storm (album)
Pour les articles homonymes, voir Storm.
Albums de Heather Nova
South
(2001) Redbird
(2005)
Storm est le cinquième album studio d'Heather Nova, sorti en 2003.

## Liste des pistes
1. Let's not talk about love - 3:19
2. You left me a song - 3:36
3. Drink it in - 2:53
4. The river of the life - 3:21
5. One day in june - 4:32
6. Storm - 3:13
7. I wanna be your light - 4:16
8. Aquamarine - 2:51
9. All I need - 3:34
10. Everytime - 3:06
11. Fool for you - 4:14

## Musiciens
- Heather Nova - guitare folk, voix
- Carlos Anthony Molina - basse, piano, orgue Hammond
- Scott Petito - basse
- Lenny Kaye - guitare